# Eitel Friedrich von Hohenzollern-Sigmaringen
Eitel Friedrich von Hohenzollern-Sigmaringen (ur. 25 września 1582 w Sigmaringen, zm. 19 września 1625 w Bad Iburg) – niemiecki kardynał.

## Życiorys
Urodził się 25 września 1582 roku w Sigmaringen, jako syn Karla II von Hohenzollern-Sigmaringena i Euphrosyne von Oettingen-Wallerstein. Przyjął święcenia kapłańskie, a po rezygnacji swojego brata, przejął po nim kanonikat kapituły w Kolonii. Pełnił funkcję kanonika w kilku innych miastach Królestwa Niemieckiego, a także został szambelanem papieskim. 11 stycznia 1621 roku został kreowany kardynałem prezbiterem i otrzymał kościół tytularny San Lorenzo in Panisperna. 19 kwietnia 1623 roku został wybrany biskupem Osnabrücku (zatwierdzony 2 października), a 29 października przyjął sakrę. Zarządzał diecezją poprzez wikariusza generalnego Alberta Lucieniusa. W 1625 roku Urban VIII zaproponował mu objęcie diecezji Bressanone, jednak kardynał zmarł 19 września w Bad Iburg.